# Граніт Джака
Граніт Джака (алб. Granit Xhaka, нар. 27 вересня 1992, Базель, Швейцарія) — швейцарський футболіст, опорний півзахисник «Сандерленду» та збірної Швейцарії. За етнічним походженням — косовський албанець.
Старшим братом футболіста є Таулянт Джака, який грає за албанську збірну.

## Клубна кар'єра
Народився в родині косовських албанців. Дитиною разом з родиною емігрував до Швейцарії. Вихованець юнацьких команд футбольних клубів «Конкордія Базель» та «Базель».
У дорослому футболі дебютував 2008 року виступами за молодіжну команду «Базель» U-21, представника третього за силою дивізіону Швейцарії, в якій провів два сезони, взявши участь у 37 матчах чемпіонату.
Своєю грою за цю команду привернув увагу представників тренерського штабу головної команди «Базеля», до складу якої перейшов 2010 року. Відіграв за команду з Базеля наступні два сезони своєї ігрової кар'єри. Більшість часу, проведеного у складі «Базеля», був основним гравцем команди.
До складу клубу «Боруссія Менхенгладбах» приєднався 2012 року. Протягом чотирьох сезонів відіграв за менхенгладбаський клуб понад 100 матчів у національному чемпіонаті.
25 травня 2016 року став гравцем лондонського «Арсенала», який сплатив за трансфер гравця орієнтовно 30-35 мільйонів фунтів. У складі «канонірів» відразу отримав постійне місце в основному складі, протягом перших двох років у Лондоні проводив по понад 40 матчів за сезон в усіх турнірах.

## Виступи за збірні
2008 року дебютував у складі юнацької збірної Швейцарії, взяв участь у 38 іграх за юнацькі команди різних вікових категорій, відзначившись 8 забитими голами.
Протягом 2010—2012 років залучався до складу молодіжної збірної Швейцарії. На молодіжному рівні зіграв у 5 офіційних матчах. Срібний призер молодіжного Євро-2011.
2011 року дебютував в офіційних матчах у складі національної збірної Швейцарії. Наразі провів у формі головної команди країни 41 матч, забивши 6 голів.
2014 року був включений до заявки збірної на тогорічний чемпіонат світу у Бразилії. На турнірі взяв участь в усіх чотирьох матчах своєї збірної, яка вибула з боротьби на стадії 1/8 фіналу, відзначився забитим голом у грі групового етапу проти Франції (2:5).
На Євро-2016 швейцарці знову дійшли до первого раунду плей-оф (1/8 фіналу), а Джака також був гравцем стартового складу в усіх іграх команди на турнірі.
2018 року був включений до заявки збірної для участі у своїй другій світовій першості — чемпіонаті світу в Росії, який знову розпочав як основний півзахисник.
| Дата       | Місто               | Господарі         | Результат             | Гості                | Турнір               | Голи | Примітки   |
| ---------- | ------------------- | ----------------- | --------------------- | -------------------- | -------------------- | ---- | ---------- |
| 4-6-2011   | Лондон              | Англія            | 2 – 2                 | Швейцарія            | Відбір до ЧЄ 2012    | -    |            |
| 6-9-2011   | Базель              | Швейцарія         | 3 – 1                 | Болгарія             | Відбір до ЧЄ 2012    | -    | 88'        |
| 7-10-2011  | Свонсі              | Уельс             | 2 – 0                 | Швейцарія            | Відбір до ЧЄ 2012    | -    | 81'        |
| 11-10-2011 | Базель              | Швейцарія         | 2 – 0                 | Чорногорія           | Відбір до ЧЄ 2012    | -    | 85'        |
| 11-11-2011 | Амстердам           | Нідерланди        | 0 – 0                 | Швейцарія            | товариський матч     | -    | 86'        |
| 15-11-2011 | Люксембург          | Люксембург        | 0 – 1                 | Швейцарія            | товариський матч     | 1    | 64'        |
| 29-2-2012  | Берн                | Швейцарія         | 1 – 3                 | Аргентина            | товариський матч     | -    |            |
| 26-5-2012  | Базель              | Швейцарія         | 5 – 3                 | Німеччина            | товариський матч     | -    | 90'        |
| 30-5-2012  | Люцерн              | Швейцарія         | 0 – 1                 | Румунія              | товариський матч     | -    | 76'        |
| 15-8-2012  | Спліт               | Хорватія          | 2 – 4                 | Швейцарія            | товариський матч     | 1    |            |
| 7-9-2012   | Любляна             | Словенія          | 0 – 2                 | Швейцарія            | Відбір до ЧС 2014    | 1    | 85'        |
| 11-9-2012  | Люцерн              | Швейцарія         | 2 – 0                 | Албанія              | Відбір до ЧС 2014    | -    | 90'        |
| 12-10-2012 | Берн                | Швейцарія         | 1 – 1                 | Норвегія             | Відбір до ЧС 2014    | -    |            |
| 16-10-2012 | Рейк'явік           | Ісландія          | 0 – 2                 | Швейцарія            | Відбір до ЧС 2014    | -    |            |
| 14-11-2012 | Сус                 | Туніс             | 1 – 2                 | Швейцарія            | товариський матч     | -    | 63', 72'   |
| 6-2-2013   | Пірей               | Греція            | 0 – 0                 | Швейцарія            | товариський матч     | -    |            |
| 23-3-2013  | Нікосія             | Кіпр              | 0 – 0                 | Швейцарія            | Відбір до ЧС 2014    | -    | 46'        |
| 14-8-2013  | Базель              | Швейцарія         | 1 – 0                 | Бразилія             | товариський матч     | -    |            |
| 6-9-2013   | Берн                | Швейцарія         | 4 – 4                 | Ісландія             | Відбір до ЧС 2014    | -    | 76'        |
| 10-9-2013  | Осло                | Норвегія          | 0 – 2                 | Швейцарія            | Відбір до ЧС 2014    | -    | 90+4'      |
| 11-10-2013 | Тирана              | Албанія           | 1 – 2                 | Швейцарія            | Відбір до ЧС 2014    | -    |            |
| 15-10-2013 | Берн                | Швейцарія         | 1 – 0                 | Словенія             | Відбір до ЧС 2014    | 1    | 40'        |
| 15-11-2013 | Сеул                | Південна Корея    | 2 – 1                 | Швейцарія            | товариський матч     | -    |            |
| 5-3-2014   | Санкт-Галлен        | Швейцарія         | 2 – 2                 | Хорватія             | товариський матч     | -    | 79'        |
| 30-5-2014  | Люцерн              | Швейцарія         | 1 – 0                 | Ямайка               | товариський матч     | -    | 76'        |
| 3-6-2014   | Люцерн              | Швейцарія         | 2 – 0                 | Перу                 | товариський матч     | -    | 64'        |
| 15-6-2014  | Бразиліа            | Швейцарія         | 2 – 1                 | Еквадор              | ЧС 2014 - 1-й етап   | -    |            |
| 20-6-2014  | Салвадор (Бразилія) | Швейцарія         | 2 – 5                 | Франція              | ЧС 2014 - 1-й етап   | 1    |            |
| 25-6-2014  | Манаус              | Гондурас          | 0 – 3                 | Швейцарія            | ЧС 2014 - 1-й етап   | -    | 77'        |
| 1-7-2014   | Сан-Паулу           | Аргентина         | 1 – 0                 | Швейцарія            | ЧС 2014 - 1/8 фіналу | -    | 36' 73'    |
| 8-9-2014   | Базель              | Швейцарія         | 0 – 2                 | Англія               | Відбір до ЧЄ 2016    | -    | 74'        |
| 9-10-2014  | Марибор             | Словенія          | 1 – 0                 | Швейцарія            | Відбір до ЧЄ 2016    | -    |            |
| 14-10-2014 | Серравалле          | Сан-Марино        | 0 – 4                 | Швейцарія            | Відбір до ЧЄ 2016    | -    |            |
| 27-3-2015  | Люцерн              | Швейцарія         | 3 – 0                 | Естонія              | Відбір до ЧЄ 2016    | 1    |            |
| 31-3-2015  | Цюрих               | Швейцарія         | 1 – 1                 | США                  | товариський матч     | -    | 46'        |
| 14-6-2015  | Вільнюс             | Литва             | 1 – 2                 | Швейцарія            | Відбір до ЧЄ 2016    | -    | 44'        |
| 5-9-2015   | Базель              | Швейцарія         | 3 – 2                 | Словенія             | Відбір до ЧЄ 2016    | -    |            |
| 8-9-2015   | Лондон              | Англія            | 2 – 0                 | Швейцарія            | Відбір до ЧЄ 2016    | -    |            |
| 12-10-2015 | Таллінн             | Естонія           | 0 – 1                 | Швейцарія            | Відбір до ЧЄ 2016    | -    | 80'        |
| 25-3-2016  | Дублін              | Ірландія          | 1 – 0                 | Швейцарія            | товариський матч     | -    | 60'        |
| 29-3-2016  | Цюрих               | Швейцарія         | 0 – 2                 | Боснія і Герцеговина | товариський матч     | -    |            |
| 28-5-2016  | Лансі               | Швейцарія         | 1 – 2                 | Бельгія              | товариський матч     | -    |            |
| 3-6-2016   | Лугано              | Швейцарія         | 2 – 1                 | Молдова              | товариський матч     | -    | 10' 70'    |
| 11-6-2016  | Ленс                | Албанія           | 0 – 1                 | Швейцарія            | ЧЄ 2016 - 1-й етап   | -    | 61'        |
| 15-6-2016  | Париж               | Румунія           | 1 – 1                 | Швейцарія            | ЧЄ 2016 - 1-й етап   | -    | 50'        |
| 19-6-2016  | Лілль               | Швейцарія         | 0 – 0                 | Франція              | ЧЄ 2016 - 1-й етап   | -    |            |
| 25-6-2016  | Сент-Етьєн          | Швейцарія         | 1 – 1 д.ч. (4-5 п.п.) | Польща               | ЧЄ 2016 - 1/8 фіналу | -    |            |
| 6-9-2016   | Базель              | Швейцарія         | 2 – 0                 | Португалія           | Відбір до ЧС 2018    | -    | 71', 90+3' |
| 10-10-2016 | Андорра-ла-Велья    | Андорра           | 1 – 2                 | Швейцарія            | Відбір до ЧС 2018    | -    | кап.       |
| 13-11-2016 | Люцерн              | Швейцарія         | 2 – 0                 | Фарерські острови    | Відбір до ЧС 2018    | -    |            |
| 25-3-2017  | Каруж               | Швейцарія         | 1 – 0                 | Латвія               | Відбір до ЧС 2018    | -    |            |
| 1-6-2017   | Невшатель           | Швейцарія         | 1 – 0                 | Білорусь             | товариський матч     | -    | 65' 88'    |
| 9-6-2017   | Торсгавн            | Фарерські острови | 0 – 2                 | Швейцарія            | Відбір до ЧС 2018    | 1    |            |
| 31-8-2017  | Санкт-Галлен        | Швейцарія         | 3 – 0                 | Андорра              | Відбір до ЧС 2018    | -    | 66'        |
| 3-9-2017   | Рига                | Латвія            | 0 – 3                 | Швейцарія            | Відбір до ЧС 2018    | -    | 77'        |
| 7-10-2017  | Базель              | Швейцарія         | 5 – 2                 | Угорщина             | Відбір до ЧС 2018    | 1    |            |
| 10-10-2017 | Лісабон             | Португалія        | 2 – 0                 | Швейцарія            | Відбір до ЧС 2018    | -    |            |
| 9-11-2017  | Белфаст             | Північна Ірландія | 0 – 1                 | Швейцарія            | Відбір до ЧС 2018    | -    |            |
| 12-11-2017 | Лісабон             | Швейцарія         | 0 – 0                 | Північна Ірландія    | Відбір до ЧС 2018    | -    |            |
| 23-3-2018  | Афіни               | Греція            | 0 – 1                 | Швейцарія            | товариський матч     | -    |            |
| 27-3-2018  | Базель              | Швейцарія         | 6 – 0                 | Панама               | товариський матч     | 1    | 69'        |
| 8-6-2018   | Лугано              | Швейцарія         | 2 – 0                 | Японія               | товариський матч     | -    |            |
| 17-6-2018  | Ростов-на-Дону      | Бразилія          | 1 – 1                 | Швейцарія            | ЧС 2018 - 1-й етап   | -    |            |
| Усього     |                     | Матчів            | 63                    |                      | Голів                | 9    |            |

## Досягнення
«Базель»
- Чемпіон Швейцарії: 2010–11, 2011–12
- Володар Кубка Швейцарії: 2011–12

«Арсенал»
- Володар Кубка Англії: 2016–17, 2019–20
- Володар Суперкубка Англії: 2017, 2020

«Баєр 04»
- Чемпіон Німеччини: 2023–24
- Володар Кубка Німеччини: 2023–24
- Володар Суперкубка Німеччини: 2024

- Чемпіон світу (U-17): 2009